# Saint-Priest-la-Feuille
Saint-Priest-la-Feuille es una comuna francesa situada en el departamento de Creuse, en la región Nueva Aquitania.
Forma parte de uno de los itinerarios del Camino de Santiago, la Via Lemovicensis, que se inicia en Vézelay.

## Demografía
| 679 | 790 | 689 | 638 | 635 | 619 | 774 |
| Para los censos de 1962 a 1999 la población legal corresponde a la población sin duplicidades (Fuente: INSEE [Consultar]) |     |     |     |     |     |     |